# Прегабалин

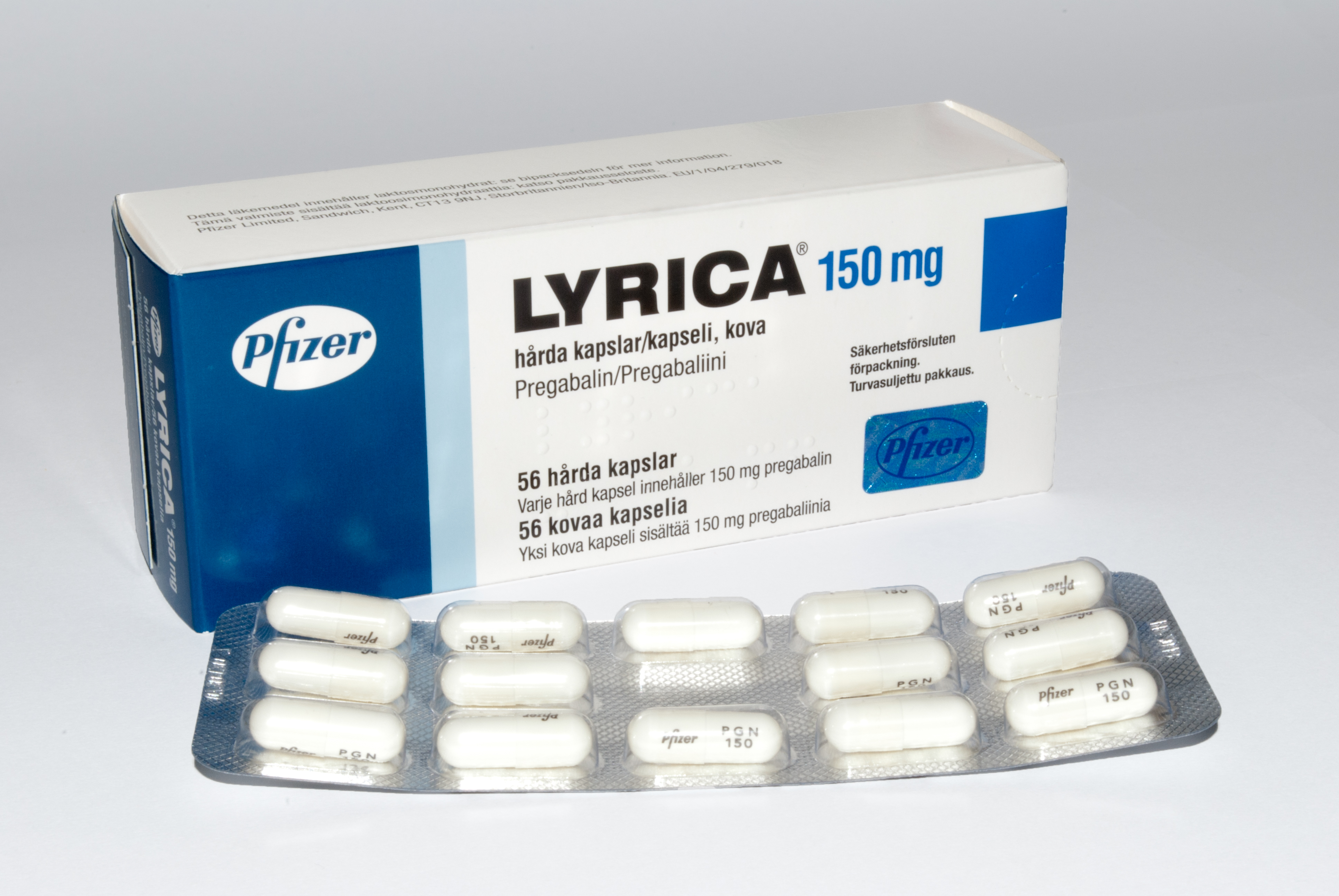
Упаковка прегабалина дозировкой 150 мг производства Финляндии.

Прегабалин — синтетический лекарственный препарат, противоэпилептическое средство, он также оказывает анксиолитическое (противотревожное) действие.

## Описание
Прегабалин — синтетическое противоэпилептическое средство. Он применяется при эпилепсии, а также при нейропатических болях и генерализованном тревожном расстройстве.
Помимо противоэпилептического, он обладает анксиолитическим (противотревожным) эффектом. Анксиолитический эффект при его применении развивается быстро, подобно эффекту бензодиазепинов, что по данным на 2007 год даёт прегабалину преимущество перед другими противотревожными препаратами.
Проведённые к 2005 году исследования также показали эффективность прегабалина для лечения хронических болей при фибромиалгии и травмах спинного мозга.

## Фармакологическое действие

### Фармакодинамика
Молекула прегабалина связывается с дополнительной субъединицей (α2δ) потенциалзависимых кальциевых каналов в центральной нервной системе, что способствует проявлению анальгезирующего и противосудорожного действия.
Прегабалин селективен в своем связывании с дополнительной субъединицей (α2δ) потенциалзависимых кальциевых каналов.
Несмотря на то, что прегабалин является структурным аналогом гамма-аминомасляной кислоты, он не связывается с рецепторами ГАМК-А, не превращается в γ-аминомасляную кислоту или другой агонист ГАМК-рецепторов in vivo и не модулирует напрямую транспорт или метаболизм ГАМК. По состоянию на 2006 год не было никаких доказательств того, что эффекты прегабалина опосредованы каким-либо механизмом, кроме ингибирования потенциалзависимых кальциевых каналов через дополнительную субъединицу α2δ. Однако последние работы находят косвенное влияние на опиоидную систему — так, лечение прегабалином специфически повышало экспрессию мРНК IL-10 и β-эндорфина в первичной спинальной микроглии, но не в астроцитах или нейрональных клетках, при этом значения EC50 составляли 11,5 и 13,3 uM соответственно.

### Фармакокинетика
Параметры фармакокинетики прегабалина в равновесном состоянии у здоровых добровольцев, у больных эпилепсией, получавших противоэпилептическую терапию, и пациентов, получавших прегабалин по поводу хронических болевых синдромов, были аналогичны.
Всасывание. Прегабалин быстро всасывается натощак. Cmax достигается через 1 ч как при однократном, так и повторном применении. Биодоступность прегабалина при приеме внутрь составляет ≥90% и не зависит от дозы. При повторном применении Css достигается через 24–48 ч. При применении прегабалина после приема пищи Cmax снижается примерно на 25–30%, а Tmax увеличивается приблизительно до 2,5 ч. Однако прием пищи не оказывает клинически значимое влияние на общее всасывание прегабалина.
Распределение. Кажущийся Vd прегабалина после приема внутрь составляет примерно 0,56 л/кг. Прегабалин не связывается с белками плазмы. В исследованиях у животных отмечали, что прегабалин проникает через ГЭБ у мышей, крыс и обезьян. Также было показано, что прегабалин может проходить через плаценту и обнаруживаться в молоке у крыс во время лактации.
Метаболизм. Прегабалин практически не подвергается метаболизму. После приема меченного прегабалина примерно 98% радиоактивной метки определялось в моче в неизмененном виде. Доля N-метилированного производного прегабалина, который является основным метаболитом, обнаруживаемым в моче, составляла 0,9% от дозы. Не отмечены признаки рацемизации S-энантиомера прегабалина в R-энантиомер.
Выведение.
Линейность/нелинейность. Фармакокинетика прегабалина в диапазоне рекомендуемых суточных доз носит линейный характер, межиндивидуальная вариабельность низкая (<20%). Фармакокинетику прегабалина при повторном применении можно предсказать на основании данных приема однократной дозы. Следовательно, необходимости в регулярном мониторировании концентрации прегабалина нет.

## Побочные эффекты
Приём прегабалина может сопровождаться нарушением координации, эйфорией, отёком, диплопией, нарушениями внимания и памяти, трудностью подбора слов, агрессивным поведением, психозом. Также возможны головокружение, атаксия, сонливость, повышение массы тела (повышение массы тела может приводить к развитию сахарного диабета II типа и сердечно-сосудистым заболеваниям).
При терапии высокими дозами прегабалина возможны изменения на ЭЭГ, удлинение PR-интервала.
Редкие побочные эффекты прегабалина: аноргазмия, деперсонализация, снижение либидо, диспепсия, бессонница.

### Риски самоубийства
Когортное исследование в Швеции на выборке в 190 тысяч пациентов показало, что употребление прегабалина связано с возрастанием рисков самоубийства, насильственных преступлений, случайных отравлений.

### Передозировка
При передозировке возможны аффективные расстройства, сонливость, спутанность сознания, депрессия, ажитация и беспокойство. Нестандартное/необычное поведение, по большей части контролируемое и осознаваемое.

## Синдром отмены
В настоящее время имеется относительно небольшое количество достоверной информации о синдроме отмены прегабалина. Изучение и анализ отдельных клинических случаев предполагает, что при отмене прегабалина могут возникать следующие симптомы: бессонница, ажитация, тахикардия, паранойя, слуховые галлюцинации, тремор, потливость, головная боль, диарея.
В 2018 году исследователи высказали гипотезу, что синдром отмены прегабалина имеет ряд общих черт с синдромом отмены бензодиазепиновых транквилизаторов и алкоголя, обосновав её тем, что все эти вещества воздействуют на один и тот же нейромедиатор ГАМК.

## Злоупотребление
Наблюдались случаи злоупотребления прегабалином с последующим формированием зависимости от него. Перед выходом этого препарата на фармацевтический рынок было отмечено эйфоризирующее действие прегабалина у пациентов, злоупотреблявших седативными средствами (в том числе алкоголем). Наличие данного эффекта подтверждено при изучении аддиктивной активности противоэпилептических средств прегабалина и габапентина, а также множеством клинических примеров. Однако, по-видимому, прегабалин обладает всё же меньшим потенциалом злоупотребления, чем бензодиазепины.
Высказывается мнение, с другой стороны, и о том, что риск злоупотребления прегабалином является низким. Так, отмечается, что анализ российских и зарубежных публикаций подтверждает благоприятный профиль безопасности прегабалина на фоне низкого аддиктивного потенциала при применении в терапевтических дозах в рамках его зарегистрированных показаний.
Эйфория указана в инструкции к препарату в качестве частого побочного эффекта со стороны психики. По данным зарубежных источников, эйфоризирующий эффект прегабалина является дозозависимым и возникает в 1,3—5,1 % случаев при дозировке, превышающей 300 мг в сутки.
В работах других авторов утверждается, что многие больные не испытывали эйфории даже от высоких доз прегабалина (2400 мг), превышение при этом терапевтических доз сравнительно мало для феномена толерантности при развитии зависимости.
Контролируемые клинические испытания, в которых участвовали более 5500 пациентов, показали, что у 4 % больных, лечившихся прегабалином, возникло злоупотребление, в то время как в группе плацебо оно развилось лишь у 1 % пациентов.
В Европе было проведено исследование практики назначений прегабалина среди 18 951 больного, которым был назначен прегабалин для лечения нейропатической боли, генерализованного тревожного расстройства или парциальных приступов эпилепсии. Авторы исследования делают выводы о том, что процент пациентов, получавших прегабалин и одновременно имевших указание на лекарственную зависимость в анамнезе, слишком низок для того, чтобы служить сигналом о риске широкомасштабного распространения злоупотребления прегабалином.
Ряд данных, приведенных в недавних публикациях, посвящённых данной тематике, свидетельствует, что аддиктивный потенциал препарата низкий, так как прегабалин, в отличие от препаратов, вызывающих зависимость, не вызывает нейропластических изменений в дофаминергических структурах системы награды мозга.
Первый случай злоупотребления прегабалином был отмечен в Швеции в начале 2008 года. Случаи злоупотребления этим препаратом также отмечались в Норвегии, Ирландии, Финляндии, Франции, Турции, США, Германии и России. В частности, отмечались случаи чрезмерного увеличения дозы прегабалина, использования официально не одобренных путей введения препарата (внутривенно, ректально, ингаляционно), а также сочетанного его применения с другими психоактивными веществами. Эффекты от приёма прегабалина сами пациенты описывали как сходные с «приходом от бензодиазепиновых транквилизаторов или амитриптилина». В России препарат стал популярен с 2012 года—2013.
Прегабалин использовался, в частности, больными с синдромом зависимости от опиоидов с целью купирования алгического компонента абстинентного синдрома. Имели место также единичные случаи приёма прегабалина для усиления наркотического эффекта опиоидов, в основном героина. Злоупотребление прегабалином в сочетании с опиоидами является, по данным посмертных токсикологических исследований, смертельно опасным.
Абстинентный синдром у лиц, страдающих зависимостью от прегабалина, проявляется стойкой бессонницей, выраженной тревожностью, снижением настроения, сенестопатическими явлениями (боли в животе, головные боли), раздражительностью, тремором, жаждой, тошнотой, диареей. Также возможны психомоторное возбуждение, артериальная гипертензия и тахикардия. В структуре постабстинентных расстройств присутствуют субдепрессивные состояния, тревожность, бессонница, снижение либидо. Значительное место в постабстинентном периоде занимает обсессивное влечение к употреблению прегабалина. У тех пациентов, кто в прошлом принимал наркотики, отмена прегабалина приводила к обострению влечения к опиоидам с последующим срывом ремиссии.

## Законодательное регулирование
С 1 декабря 2019 года прегабалин был внесён в российский список сильнодействующих веществ, запрещённых к свободному обороту в стране. В целях уголовного преследования незаконного оборота прегабалина Постановлением Правительства РФ № 964 от 29.12.2007 в списке «крупный размер сильнодействующих веществ» для прегабалина указано 50 граммов чистого вещества.
Продажа прегабалина в аптеках осуществляется по рецепту формы 148-1/у-88 (ПКУ).

## Документы
- Поспелова, Е. А. Инструкция по медицинскому применению лекарственного препарата Прегабалин : ЛП-004100-250117 / ООО «Изварино Фарма». — Министерство здравоохранения Российской Федерации, 2017. — 25 января. — 13 с.
- Регистрационное удостоверение ЛП-004100 : Прегабалин // Государственный реестр лекарственных средств. — Минздрав РФ, 2017. — 25 января.
- Реестровая запись ФС-000532 : Прегабалин // Государственный реестр лекарственных средств. — Минздрав РФ, 2013. — 29 марта.